# 雷德利·基利昂
雷德利·基利昂（英語：Redley Killion，1951年10月23日—），密克羅尼西亞聯邦政治人物，公務員，該國第6任副總統，于1999年至2007年間在任。

## 生平
基利昂在楚克州出生，在夏威夷大學馬諾阿分校接受過教育並取得經濟學學士學位，然後在范德堡大學進修並得到經濟學碩士學位。 他第一次出任公職是1974年出任太平洋群島託管地密克羅尼西亞的資源與發展部門，1979年密聯邦成立後，曾任楚克州資源與發展部首任主任直到1986年，他在1987年當選密克羅尼西亞國會的參議員，此後多次連任直到1999年當選副總統，他在2003年連任副總統一職，到2007年他的任期結束正式退休。
他在任內曾經訪問中華人民共和國，是第一位被稱為中國人民的老朋友的密克羅尼西亞人。